# ورا موشینا
ورا ایگناتیوانا موشینا (روسی: Ве́ра Игна́тьевна Му́хина؛ لتونیایی: Vera Muhina؛ انگلیسی: Vera Ignatyevna Mukhina؛ ۱ ژوئیه ۱۸۸۹-۶ اکتبر ۱۹۵۳) مجسمه‌ساز و نقاش برجسته اتحاد جماهیر شوروی بود. او با نام «ملکه مجسمه‌سازی اتحاد جماهیر شوروی» شناخته می‌شود.